# José Hila Vargas
Jose Francisco Hila Vargas (Palma, 1972) és un polític mallorquí del PSIB-PSOE i batlle de Palma des del 13 de juny de 2015. Llicenciat en Econòmiques, Màster en Hisenda Pública, està afiliat al PSOE des de l'any 2000. Ha estat Secretari General de l'Agrupació Palma Llevant durant dos mandats i vicesecretari general de l'Agrupació Socialista de Palma. Regidor des de 2007 a l'Ajuntament de Palma amb Aina Calvo primer com a regidor de funció pública i després com a tinent de batle de mobilitat. A les eleccions municipals de 2011, el PP recuperà la majoria absoluta amb un resultat històric i Mateu Isern Estela fou proclamat nou batle. José Hila fou portaveu adjunt del grup municipal a l'oposició.
A les eleccions municipals de 2015, és investit batlle, càrrec que compartí amb Antoni Noguera de Més per Mallorca, gràcies als vots de PSIB-PSOE, Més per Mallorca i Som Palma. Ocupà el càrrec fins al 30 de juny de 2017 per cedir el torn a Antoni Noguera. El seu partit fou el més votat a les eleccions municipals de 2019, i el 15 de juny de 2019 tornà a ser investit batlle de Palma després de l'acord amb Més per Mallorca i Podemos.
A les eleccions municipals de 2023, perd l'alcadia en favor del candidat del Partit Popular, Jaime Martínez Llabrés, i poc després es proposat per el PSIB-PSOE com a Senador per designació del Parlament de les Illes Balears.